# Fascisme de gauche
 (juillet 2022).
- Si vous ne connaissez pas le sujet, laissez ce bandeau (vous pouvez alors contacter les auteurs).
- Si vous supprimez le contenu mis en cause (vous pouvez préalablement contacter les auteurs),

argumentez précisément cette suppression dans la page de discussion
(un manque de référence n'est pas un argument ; une recherche réelle de référence doit avoir été effectuée, être formellement documentée).
 (avril 2023).
Si vous disposez d'ouvrages ou d'articles de référence ou si vous connaissez des sites web de qualité traitant du thème abordé ici, merci de compléter l'article en donnant les références utiles à sa vérifiabilité et en les liant à la section « Notes et références ».
 (juillet 2019).
Le terme « fascisme de gauche » désigne des mouvements politiques aux idées et aux valeurs de gauche mais avec aussi une forte tendance à l'autoritarisme, le rapprochant ainsi du fascisme. Il a ainsi dépeint les factions fascistes se voulant également anticapitalistes.
Ce terme a souvent servi à décrire des personnes ayant initialement adhéré à un parti ou à un régime fasciste bien que se réclamant de gauche.
Le terme a été formulé comme une position par les sociologues Jürgen Habermas et Irving Louis Horowitz. Victor Klemperer a également utilisé ce terme au début, pour décrire les similitudes étroites entre le régime national-socialiste et la République démocratique allemande.

## Usage du terme

### LaSinistra fascista
Le terme « Sinistra fascista » (« Gauche fasciste ») a été utilisé en Italie sous le régime fasciste de Mussolini pour décrire un groupe d'intellectuels italiens de gauche qui s'étaient rapprochés du fascisme et qui avaient pour certains adhéré au Parti national fasciste, à l'époque parti unique, les autres ayant été interdits. Plusieurs parmi ceux-ci (notamment le romancier Elio Vittorini) abandonnèrent finalement le fascisme au fur et à mesure que les divergences idéologiques s'accentuaient et que le régime devenait toujours plus répressif.
Pendant le fascisme en Italie, un groupe d'intellectuels tels que Berto Ricci, Mino Maccari, Marcello Gallian (it), Romano Bilenchi et Vasco Pratolini ont été définis au sein du régime comme la « gauche fasciste ». Déjà dans l'immédiat après-guerre en Italie, on parlait de fascisme de gauche parmi les représentants du nouveau Mouvement social italien, un groupe réuni autour de Giorgio Pini et Ernesto Massi dans le Regroupement social républicain.
Selon une autre interprétation (Pietro Neglie), la gauche fasciste doit être comprise avec le syndicalisme Rossonien, qui en tant que fraction idéologique transcende Rossoni lui-même et finit par se rallier à l'agenda Grandi en juillet 1943, ainsi qu'au projet de l'État ou de la communauté de travail, la « mystique du travail » qui se distingue également comme l'essence et la pratique idéales de l'État du travail dans la République sociale italienne et la Genèse et la structure de la société, un texte qui constitue le testament philosophique de Giovanni Gentile comme résumé politico-idéologique de la gauche fasciste par opposition au mécanisme de marchandisage technique marxiste et capitaliste.

### L'interprétation d'Irving Louis Horowitz
Le sociologue Irving Louis Horowitz dans son livre 1984 Winners and Losers, basé sur le travail de Vladimir Lénine La Maladie infantile du communisme (le « gauchisme »), écrit que Lénine décrit les ennemis de la classe ouvrière comme opportunistes et bourgeois révolutionnaires, qui est lié à l'anarchisme. Horowitz affirme qu'il y a eu un effort politique similaire aux États-Unis d'Amérique dans les années 1980, caractérisé comme un fascisme de gauche.
Horowitz soutient qu'il est dangereux de faire des distinctions claires entre droite, centre et gauche et que diverses combinaisons sont possibles. Le caractère totalitaire et antidémocratique des Brigades rouges italiennes les a amenées à être désignées comme des fascistes de gauche dans les années suivantes de la direction européenne, qui ont vu des groupes terroristes noirs et rouges opposés, tels que le Rote Armee Fraktion allemande (RAF). Horowitz fait valoir que le fascisme de gauche aux États-Unis comme en Europe est capable de combiner des tensions idéologiques très différentes dans une formule politique qui a le potentiel d'un appel de masse. Cette synthèse politique apporterait donc une similitude idéologique entre le terrorisme rouge (communiste) et noir (néofascisme), puisque tous deux inspirés par la lutte des classes, le populisme, le totalitarisme et parfois l'antisémitisme dans une tonalité anticapitaliste.
Horowitz dit qu'un principe du fascisme de gauche aux États-Unis est un rejet de ses idéaux dominants et du système démocratique et une affirmation du socialisme comme une abstraction idéalisée. Il soutient que les fascistes de gauche examinent de manière univoque le socialisme sans commenter les activités en Union soviétique. Il soutient également que la force potentielle du fascisme de gauche, telle que pratiquée par Lyndon LaRouche et sa Commission nationale des comités de travailleurs (CNIC), réside dans la combinaison de principes motivants pour le développement d'un nouvel ordre social fasciste. L'efficacité de l'INCC se voit dans le succès de la construction d'alliances monothématiques avec l'extrême droite antisémite de Liberty Hall, avec certains mouvements noirs islamistes et des fonctionnaires conservateurs de la Fraternité internationale des camionneurs.

### Interprétation de Richard Wolin
À la fin du XXe siècle et au XIXe siècle, le terme « fascisme de gauche » a été utilisé pour décrire des alliances politiques hybrides inhabituelles. L'historien Richard Wolin a utilisé le terme en faisant valoir que certains intellectuels européens étaient fascinés par les théories postmodernistes ou anti-Lumières, ouvrant la voie à des mouvements et des associations de rationalité douteuse qui combinent fascisme et autres doctrines de gauche[réf. incomplète].